# Gare d'Aokura
La gare d'Aokura (青倉駅, Aokura-eki) est une gare ferroviaire localisée dans la ville de Asago, dans la préfecture de Hyōgo au Japon. La gare est exploitée par la compagnie JR West,sur la ligne Bantan.

## Service des voyageurs

### Desserte
La gare d'Aokura est une gare disposant d'un quai et d'une voie
| N° de voie | Ligne    | Direction      |
| ---------- | -------- | -------------- |
| 1          | ▆ Bantan | Wadayama       |
| 1          | ▆ Bantan | Teramae/Himeji |

| JR West          |                 |                    |                 |                    |
| Direction Himeji | Ligne de Bantan | Ligne de Bantan    | Ligne de Bantan | Direction Wadayama |
| Nii              |                 | Rapid Service 快速 |                 | Takeda             |
| Nii              |                 | Local 普通         |                 | Takeda             |